# Deadly Deception: General Electric, Nuclear Weapons and Our Environment
Deadly Deception: General Electric, Nuclear Weapons and Our Environment ist ein US-amerikanischer Dokumentarfilm aus dem Jahr 1991. 

## Handlung
Die Dokumentation stellt Werbesendungen des US-Konzerns General Electric vor. Diese Werbeaufnahmen stehen in Gegensatz zu Bildern von Ereignissen, die durch Produkte des Konzerns verursacht wurden. Auch die Geschichten der Arbeiter und Angestellten, deren Leben durch die Arbeit mit nuklearen Stoffen in Mitleidenschaft gezogen wurde, lassen die Werbung in einem anderen Licht erscheinen. 

## Auszeichnungen
1992 wurde der Film in der Kategorie Bester Dokumentar-Kurzfilm mit dem Oscar ausgezeichnet.